# MTV Video Music Award a legtöbbet újító videóért
Az MTV Video Music Award a legtöbbet újító videóért díjat először az első MTV Video Music Awards-on adták át. Utoljára 1987-ben került átadásra, a Legnagyobb áttörés kategória váltotta.
| Év   | Győztes                                | További jelöltek                     |
| ---- | -------------------------------------- | ------------------------------------ |
| 1984 | Herbie Hancock — Rockit                | - Neil Young — Wonderin'             |
| 1985 | The Art of Noise — Close (To the Edit) | - Lone Justice — Ways to Be Wicked   |
| 1986 | a-ha — Take on Me                      | - ZZ Top — Rough Boy                 |
| 1987 | Peter Gabriel — Sledgehammer           | - Paul Simon — The Boy in the Bubble |